# Nationalisme monténégrin

Drapeau du Monténégro.

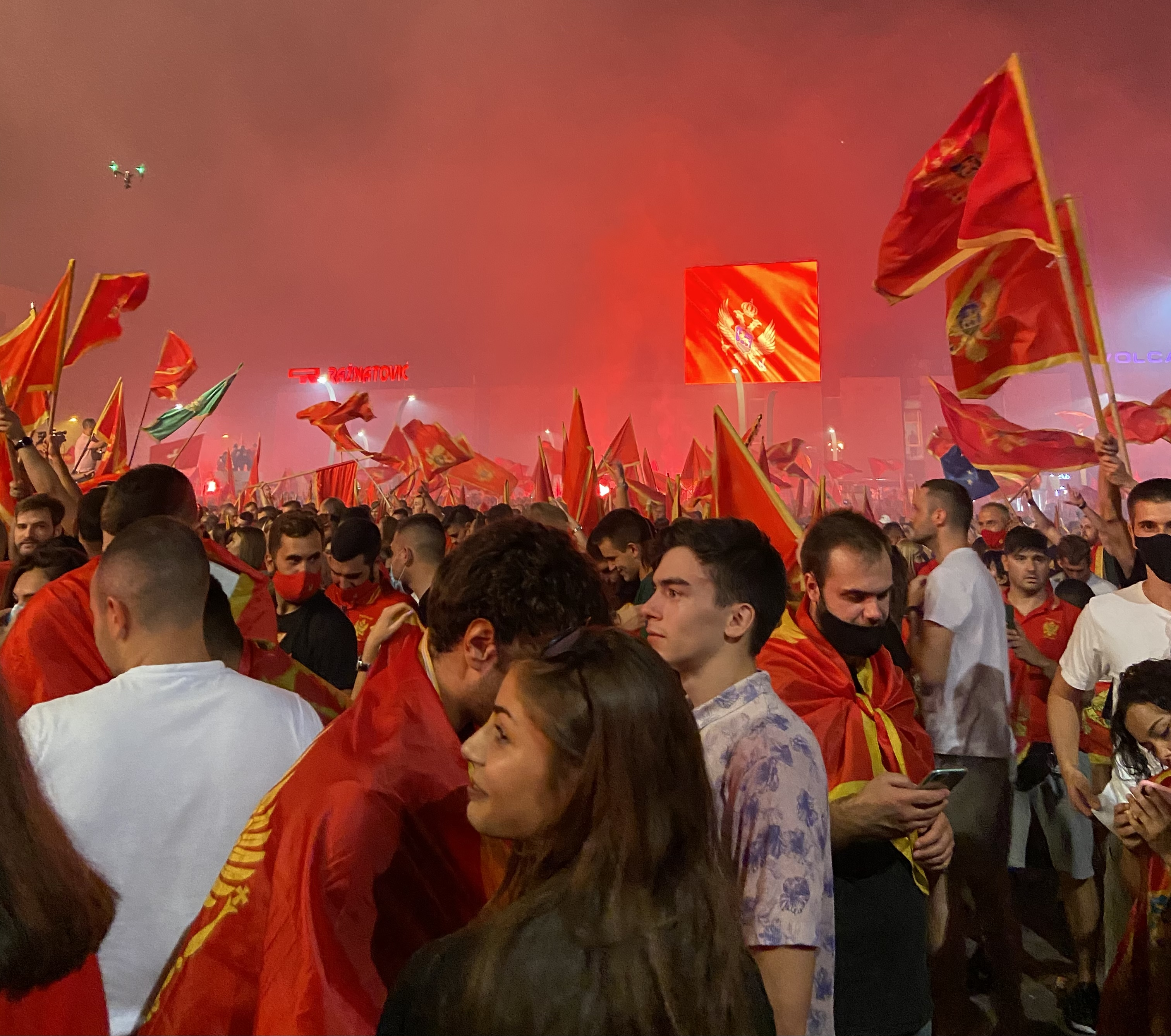
Rassemblement patriotique monténégrin.

Le nationalisme monténégrin est la forme de nationalisme qui affirme que les Monténégrins sont une nation et favorise l'unité culturelle des Monténégrins.
Dès le début du XVIIIe siècle, la population monténégrine est divisée entre des variantes du nationalisme monténégrin et du nationalisme serbe. Contrairement à ce dernier, qui met l'accent sur le caractère ethnique serbe des Monténégrins, le nationalisme monténégrin met l'accent sur le droit des Monténégrins à se définir comme une nation unique et non pas simplement comme une branche des Serbes.
Le nationalisme monténégrin est devenu un problème politique majeur pendant la Première Guerre mondiale, lorsqu'un schisme s'est formé entre les tribus monténégrines au sujet du projet de fusion du Monténégro avec le royaume de Serbie, entre les tribus vertes indépendantistes, comptant notamment le roi du Monténégro, et les tribus blanches favorables à l'unification. L'appartenance ethnique monténégrine a été reconnue par le gouvernement communiste de la Yougoslavie dans les années 1960, bien qu'elle ait été déclarée antérieurement.
Lors de l'éclatement de la Yougoslavie au début des années 1990, le président du Monténégro, Momir Bulatović, a soutenu l'unité et l'alliance avec la Serbie, ainsi que les revendications irrédentistes sur Dubrovnik et le territoire de l'Herzégovine qui, selon lui, faisaient historiquement partie du Monténégro. La revue serbe Epoha a déclaré en 1991 que si les Bosniaques de Bosnie-Herzégovine voulaient faire sécession de la Yougoslavie, l'Herzégovine orientale devait être cédée au Monténégro. Le Tribunal pénal international pour l'ex-Yougoslavie a déclaré que les dirigeants serbes et monténégrins, pendant le siège de Dubrovnik, cherchaient à annexer Dubrovnik et les « régions côtières de la Croatie entre la ville de Neum, en Bosnie-Herzégovine, au nord-ouest et la frontière monténégrine au sud-est » au Monténégro.
Après 1998, le gouvernement monténégrin dirigé par Milo Đukanović a exigé une plus grande autonomie au sein de la République fédérale de Yougoslavie. En 2006, une majorité d'un peu plus de 55 % des citoyens monténégrins ont voté en faveur de l'indépendance de l'Union étatique avec la Serbie. Le nationalisme monténégrin contemporain cite qu'une culture monténégrine indépendante distincte de la culture serbe est née après la prise de contrôle de la Serbie par l'Empire ottoman au XIVe siècle, alors que le Monténégro est resté indépendant pendant de nombreuses années.

## Histoire

### Fondation de la Yougoslavie
Le nationalisme monténégrin s'est d'abord fortement développé au lendemain de la Première Guerre mondiale, lorsque les Monténégrins se sont divisés sur la question de savoir s'ils devaient rejoindre le royaume des Serbes, Croates et Slovènes (future Yougoslavie) sous la dynastie Karađorđević. En 1917, le gouvernement monténégrin accepte de fusionner le Monténégro avec une fédération slave du Sud, mais un groupe politique appelé les Verts, qui comprenait le roi du Monténégro et plusieurs tribus puissantes, s'opposa à l'unification et prôna un État monténégrin indépendant. La faction en faveur de l'unification était les Blancs, qui souhaitaient l'unification du Monténégro avec la Serbie.
La querelle entre les Verts anti-Karađorđević et les Blancs pro-Karađorđević au sujet de l'adhésion du Monténégro à la Yougoslavie s'est poursuivie et s'est intensifiée dans les années 1920. Les Verts étaient furieux du démantèlement de la dynastie monténégrine Petrović au profit de la dynastie serbe Karađorđević. En réponse à la domination serbe perçue sur le Monténégro, les Verts ont déclenché plusieurs révoltes dans les années 1920.

### Entre-deux-guerres

Reconstruction moderne du drapeau utilisé par les Verts monténégrins dans les années 1920 à 1940.

Le Monténégro a peu de pouvoir et d'influence au sein du nouveau royaume des Serbes, Croates et Slovènes. Le pouvoir se concentre à Belgrade et s'éloigne de Cetinje, qui est relégué au statut de province sans importance. L'Assemblée de Podgorica, l'insurrection de Noël et la perte des institutions et des symboles de l'État monténégrin ont collectivement provoqué d'importants griefs, et la décision du roi Alexandre de placer l'Église monténégrine sous la juridiction du patriarche serbe de Belgrade constitue une nouvelle insulte à la fierté monténégrine. La période qui a suivi la guerre a été marquée par une intense lutte armée au Monténégro, la marginalisation économique et la formation de nouveaux partis politiques. Les Verts ont canalisé leur soutien vers deux sources – le Parti fédéraliste monténégrin et le Parti communiste yougoslave émergent.
Le Parti fédéraliste monténégrin est la seule organisation politique du Monténégro qui n'a pas son siège à Belgrade. Le théoricien du parti, Sekula Drljević, a défendu l’idée d’une ethnie monténégrine distincte (idées qui se sont exacerbées au cours des années 1930), arguant que les Monténégrins étaient d’origine illyrienne par opposition aux Slaves et que les mentalités serbes et monténégrines étaient si différentes qu’elles étaient inconciliables. Il a écrit : « Les races sont des communautés de sang, alors que les gens sont des créatures de l'histoire. Avec leur langue, le peuple monténégrin appartient à la communauté linguistique slave. Par leur sang, cependant, ils appartiennent [aux peuples dinariques]. Selon la science contemporaine des races européennes, les peuples [dinariques] descendent des Illyriens. D'où non seulement la parenté, mais l'identité de certaines formes culturelles parmi les peuples dinariques, depuis les Albanais jusqu'aux Tyroliens du Sud, qui sont des Illyriens germanisés ».
Cependant, c'est le Parti communiste qui a fait des incursions dans la vie politique monténégrine. Plus important encore, les communistes monténégrins ont abandonné leur engagement initial en faveur de l’unitarisme yougoslave, pour embrasser le principe d’autodétermination de Lénine. C'est ainsi que le parti communiste monténégrin a commencé sa lutte pour une « république soviétique indépendante du Monténégro dans le cadre de la future fédération balkanique ». Le parti a obtenu l'appui de nombreux Verts et, aux élections de 1920, a recueilli 37,99 % des suffrages au Monténégro, ce qui influencera son engagement ultérieur à reconnaître les Monténégrins en tant que nation distincte. Cependant, il a été interdit en 1921 et n'a pas pu poursuivre ses activités politiques par les voies démocratiques. Le parti a officiellement reconnu les Monténégrins comme une nation opprimée lors de son 4e congrès à Dresde.
La démocratie s'avérait impraticable en Yougoslavie, et le roi Alexandre imposa la dictature du 6 janvier en 1929, à la suite d'une série d'événements sinistres, dont l'assassinat au parlement du chef du Parti paysan croate, Stjepan Radić, en juin 1928. Désireux d'atténuer la crise politique qui s'intensifie, Alexandre suspend la constitution, interdit les partis politiques et installe son propre gouvernement. De nombreux hommes politiques de l’opposition ont été arrêtés et emprisonnés, ce qui a contribué à isoler davantage les non-Serbes de Yougoslavie. Dans une tentative de créer une véritable identité yougoslave, tout sentiment nationaliste a été écrasé et le yougoslavisme imposé agressivement. Le Monténégro a cessé d'exister en tant que terme géographique et son territoire a été largement intégré à la banovine de la Zeta. Après l'assassinat du roi Alexandre en 1934 et l'accord Cvetković-Maček en 1939, le Parti fédéraliste monténégrin soutient l'accord, estimant qu'il mènerait à une plus grande indépendance du Monténégro. Toutefois, un statut tel que celui obtenu par les Croates avec la banovine croate ne se matérialise pas pour les Monténégrins.

### Seconde Guerre mondiale
Après l'occupation de la Yougoslavie par les forces de l'Axe, le Parti fédéraliste nationaliste monténégrin proposa de collaborer avec les fascistes italiens, exigeant un « Grand Monténégro » de la rivière Neretva en Herzégovine à Mata en Albanie ; il inclura également Metehi et Sandžak. Un « royaume du Monténégro » beaucoup moins étendu fut proclamé lors de l'Assemblée de Saint-Pierre le 12 juillet 1941, les revendications territoriales des Oustachis et des Albanais étant relativement plus favorisées par les nazis. Le petit-fils du roi Nicolas Ier et héritier du trône, le prince Michel du Monténégro, fut invité à en être le roi et le chef de l'État fantoche, mais il refusa vigoureusement, affirmant qu'il ne coopérerait pas avec les nazis. Le Monténégro restauré a perdu Metehi et ses terres orientales au profit d'une grande Albanie, mais a réussi à gagner la partie serbe du Sandžak. Tous les autres partis politiques ont été interdits et une dictature sous le contrôle de Sekula Drljević sous la protection de l'Italie a été proclamée. Un certain nombre de membres du Parti fédéraliste monténégrin, dirigé par Novica Radović, se sont opposés à cette décision, au motif que les revendications territoriales n'avaient pas été acceptées et qu'elle n'avait pas permis de rétablir la dynastie Petrović-Njegoš.
Un jour seulement après la proclamation de l'État fantoche du Monténégro, les partisans organisèrent l'insurrection du 13 juillet et l'armée fédéraliste monténégrine partit en exil. Elle s'est réorganisée à Zagreb, la capitale de l'État indépendant de Croatie, comme le Conseil d'État monténégrin visait à créer un grand État national indépendant du peuple monténégrin. Il s'est associé aux Oustachis et a aidé leur régime.
En 1945, le Parti fédéraliste monténégrin forme sa propre Armée populaire monténégrine à partir d'anciens Tchetniks dirigés par Pavle Đurišić qui rompt son allégeance à Draža Mihailović et veut se replier en Slovénie en échange d'une reconnaissance nominale du mouvement Drljević. Cependant, l'alliance entre Drljević et Đurišić fut de courte durée et se termina par la bataille du champ de Lijevče entre les troupes d'Ustaše et de Đurišić. Avec la victoire imminente des Alliés en 1945, le Parti fédéraliste monténégrin se disperse, se repliant avec d'autres collaborateurs de l'Axe à la fin de 1945 après que sa propre armée monténégrine se soit retournée contre lui.

### Yougoslavie socialiste
Après la Seconde Guerre mondiale et l'arrivée au pouvoir des partisans yougoslaves sous le commandement de Josip Broz Tito, le nationalisme monténégrin s'est effondré pendant trente ans en raison des efforts déployés par le gouvernement yougoslave pour apaiser les Monténégrins. Ces efforts ont consisté notamment à créer une république constitutive du Monténégro au sein de la fédération yougoslave, à reconnaître une nationalité monténégrine, à parrainer le développement industriel de l'ancienne économie rurale du Monténégro, à fournir une aide financière au Monténégro qui était la plus pauvre des six républiques constitutives, et à inclure un grand nombre de Monténégrins dans la fonction publique. Le nationalisme monténégrin a refait surface en tant que mouvement de 1966 à 1967, lorsque des efforts ont été entrepris pour ressusciter l'Église orthodoxe monténégrine distincte.
Après la mort de Tito en 1980, le nationalisme a explosé au Monténégro et ailleurs en Yougoslavie. À partir de 1981, le nationalisme monténégrin prend de l'ampleur avec ses partisans réclamant plus d'autonomie pour le Monténégro au sein de la Yougoslavie, mais une répression gouvernementale contre les nationalistes monténégrins entre 1982 et 1984 étouffe les efforts du mouvement nationaliste.

### Nationalisme contemporain

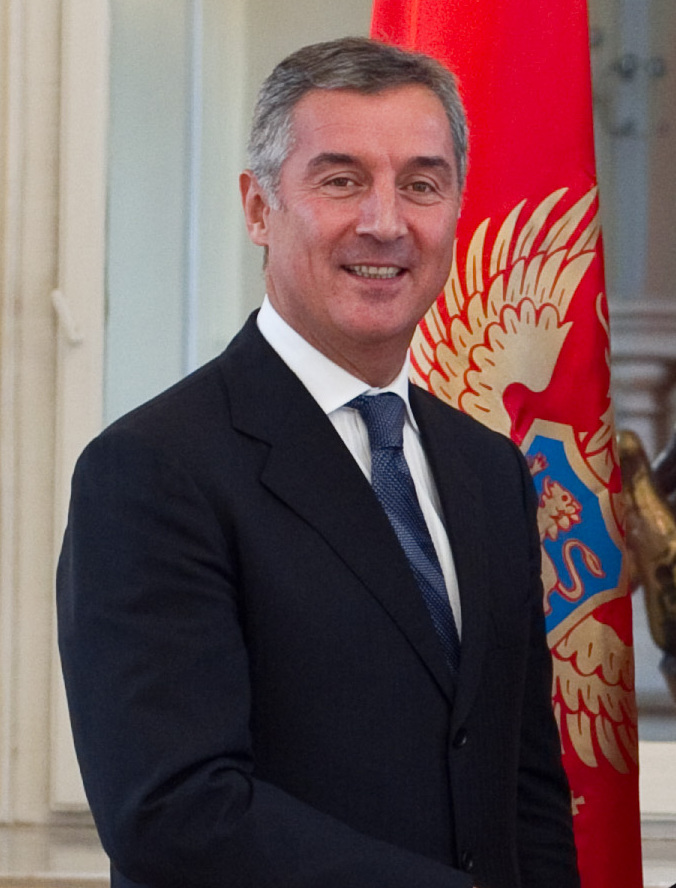
Milo Đukanović, en 2010.

Pendant l'effondrement du communisme et l'éclatement de la Yougoslavie de 1989 à 1991, la république du Monténégro et son gouvernement communiste se sont trouvés dans une tourmente. L'arrivée au pouvoir de Momir Bulatović, qui soutenait le président serbe Slobodan Milošević et l'unité avec la Serbie, a anéanti les efforts des tribus dissidentes pour éloigner le Monténégro de la Serbie. Après la dislocation de la Yougoslavie en 1991, le gouvernement monténégrin a continué à soutenir l'unité avec la Serbie et les soldats monténégrins ont pris part aux guerres contre les républiques sécessionnistes. Pendant les guerres de Yougoslavie, le président du Monténégro Bulatović a cherché à satisfaire les factions nationalistes monténégrines et serbes au Monténégro en soutenant les revendications irrédentistes monténégrines sur Dubrovnik et Herzégovine, qu'il a déclaré faire historiquement partie du Monténégro. Les Serbes d'Herzégovine orientale entretiennent des liens culturels étroits avec la population de la Vieille-Herzégovine au Monténégro. Des réservistes serbes et monténégrins de l'Armée populaire yougoslave sont entrés en Herzégovine en septembre 1991 pour préparer une attaque sur Dubrovnik. À l'époque, de nombreux Monténégrins soutenaient l'objectif irrédentiste de l'unification de Dubrovnik avec le Monténégro. Pendant les guerres de Yougoslavie, le Premier ministre monténégrin Milo Đukanović, alors partisan du président Bulatović et de l'union avec la Serbie, a soutenu les revendications irrédentistes sur la Croatie, affirmant que les frontières du Monténégro après la Seconde Guerre mondiale (qui correspondent aux frontières actuelles du Monténégro) ont été dessinées par des « cartographes bolcheviks semi-qualifiés » et Đukanović a déclaré que le Monténégro devrait « tracer une ligne de démarcation vis-à-vis des Croates une fois pour toutes ».

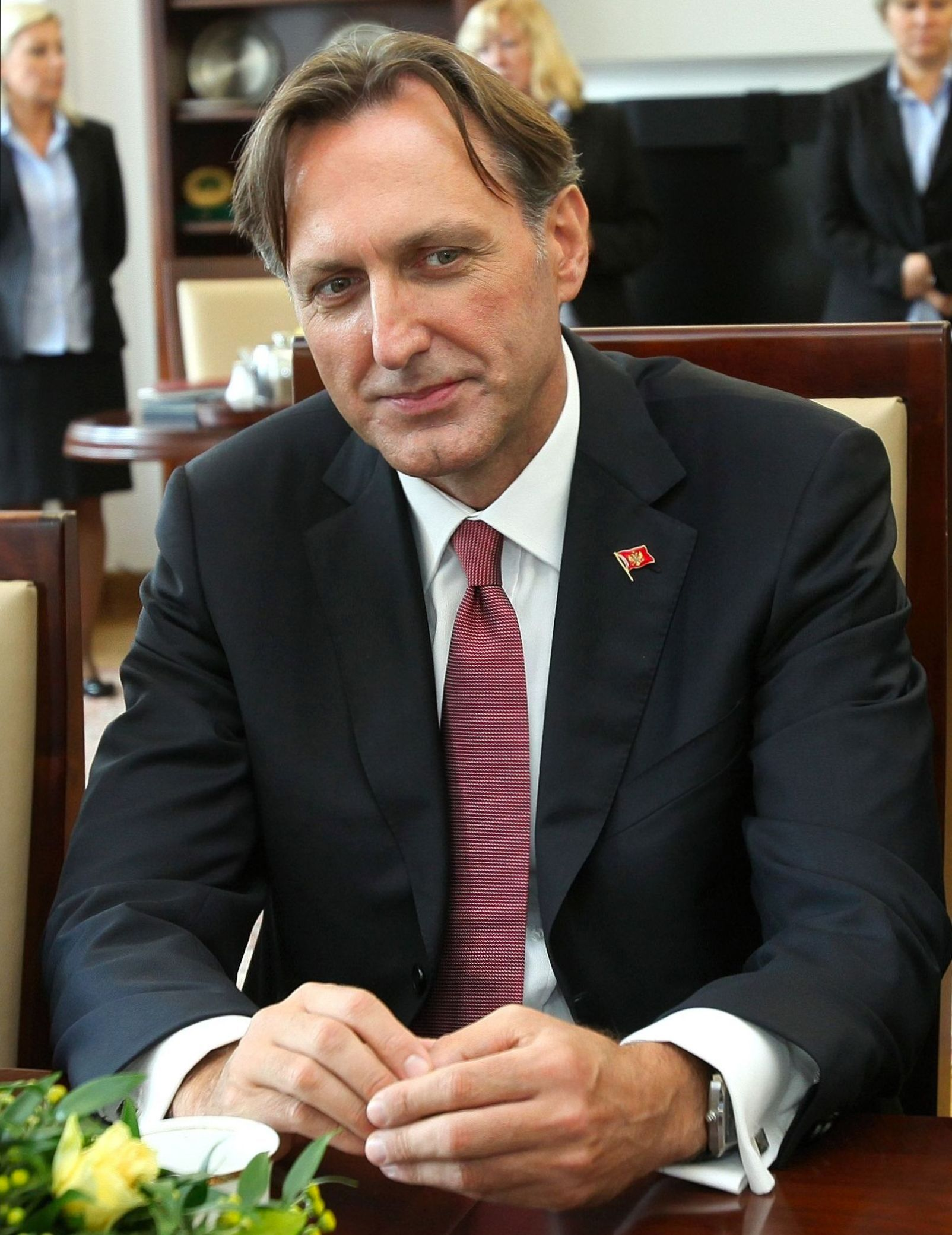
Ranko Krivokapić, en 2013.

L'insatisfaction suscitée par la domination perçue par les milieux serbes a fait que le nationalisme monténégrin est devenu un mouvement puissant au Monténégro. Le référendum de 1992 avait pour but de déterminer si les Monténégrins devaient rester unis avec la Serbie ou devenir indépendants. 96,82 % des Monténégrins préféraient rester dans une union avec la Serbie, contre 3,18 % pour l'indépendance. La frustration à l'égard de l'union avec la Serbie s'est accrue dans les années 1990 en réaction au fait que la république fédérale de Yougoslavie devenait un paria international en raison de son implication dans les guerres de Yougoslavie, et la frustration face au rejet par les nationalistes serbes de la culture monténégrine comme une sous-secte de la culture serbe. En 1997, la plupart des Monténégrins souhaitaient des liens plus étroits avec la Serbie et des relations plus étroites avec l'Union européenne. Lors de l'élection présidentielle de 1997, le Premier ministre monténégrin Milo Đukanović avait abandonné son soutien à l'unité monténégrine avec la Serbie et s'était présenté contre le président pro-serbe Bulatović. L'élection de Milo Đukanović à la présidence du Monténégro en 1998 a entraîné l'ascension au pouvoir d'un gouvernement nationaliste monténégrin et un changement fondamental d'attitude du gouvernement monténégrin vis-à-vis du gouvernement serbe de Slobodan Milošević. À l'instar des violences entre les Verts et les Blancs après la Première Guerre mondiale, de violents affrontements ont eu lieu entre les partisans de Đukanović et le président pro-unitaire Bulatović. Le gouvernement monténégrin refusa de soutenir les actions du gouvernement fédéral pendant la guerre du Kosovo de 1999 et le gouvernement monténégrin déclara officiellement sa neutralité dans le conflit, ce qui amena les forces de l'OTAN à concentrer leurs frappes aériennes sur la seule Serbie, même si certaines cibles militaires fédérales au Monténégro furent touchées.
James Minahan affirme que les causes qui ont conduit au développement du nationalisme monténégrin contemporain remontent au milieu du XIVe siècle, lorsque le Monténégro est devenu un État souverain. Si les Monténégrins ont été considérés comme un sous-groupe de Serbes, l'indépendance du Monténégro pendant la période de domination ottomane sur la Serbie a donné naissance à une culture profondément différente de celle de la Serbie. Le Monténégro à cette époque s'est développé en une société guerrière tribale très différente de la culture de la Serbie sous contrôle ottoman.